# البحث عن غرفة دفن خوفو
 البحث عن غرفة دفن خوفو السرية في الهرم الأكبر 
قام الأستاذ الدكتور خليل مسيحه الطبيب وعالم الاثار المصري بدراسة على الهرم الأكبر لاكثر من اربع سنوات منها عام ونصف باستخدام أجهزة خاصة تعمل بنظرية الأشعة الكتلية، وكتب في مذكراته الشخصية ويوميات الحفائر التي أجراها رسميا في الهرم الأكبر بداية من 2 مارس 1967 وحتى 13 مارس 1967 
إنه كان دائما لديه قناعه بأن غرفة دفن خوفو الحقيقية لا تزال لم يعثر عليها بعد وأنها تكون موجودة في هرم خوفو بالجيزة وذلك لأسباب منها أن بناة الاهرام في الاسرات الرابعة والخامسة والسادسة اختاروا أن تكون غرف الدفن تحت الأرض بعكس غرفة خوفو الحالية التي تقع في أعلى البناء
كما انه حسب نصوص الأهرام فان الملك بعد وفاته يذهب عبر السماء في قارب الاله رع ولذلك وجدت مراكب الشمس حول الهرم وان الملك يصعد للسماء ليصبح نجمة بجوار نجوم اوزوريس في مجموعه الجبار وهذا ما تحققه انفاق التهوية بغرفه خوفو التي تشير لنجوم الجبار بدقة مذهلة وان الملك بعد وفاته يتشبه باوزوريس ملك العالم الآخر ويعتقد الدكتور خليل في صدق رواية هيرودوت مؤرخ القرن الرابع قبل الميلاد عن غرفة اسرار خوفو التي اخبره المصريون وقتها انها تقع تحت الهرم وان قبر خوفو في جزيرة تحيط بها المياه من كل الجوانب وتصلها عن طريق قناة تمد المياه من نهر النيل وهو نفس ترتيب الاوزيريون أو مقبرة اوزوريس المعروفة بأبيدوس وهناك العديد من الادلة على صدق رواية هيرودوت برغم بعض التناقضات والاشاعات الكاذبة التي كتبها نقلا عن معاصريه وقد اختار الدكتور خليل غرفة الملكة بالهرم كبداية للبحث بسبب تصميمها الفريد ووقوعها في منتصف الهرم تماما، وعندما قام بتحليل الفراغات باستخدام الاشعة الكتلية تمكن من تحديد موقع مدخل غرفة كنوز خوفو اسفل أرضية الغرفة، وقد وافقت مصلحة الآثار المصرية رسميا على طلب الدكتور خليل والدكتور حشمت مسيحه أمين عام منطقة أثار الهرم في ذلك الوقت بعمل تنظيف لارضيه غرفة الملكة وبدأ العمل بمساعدة فريق من العمال المهرة وقاموا بتنظيف أرضية الحجرة من التراب المتراكم على مر السنين الذي وصل سمكه لنحو عشرة سنتيمترات وكأنه شمع مفروش فظهرت الأرضية الحجرية الأصلية للغرفة وهذا يعتبر كشفا جديدا في حد ذاته، وقد عثروا على قطع من أدوات الحفر البرونزية التي كان يستخدمها العمال في بناء الهرم الأكبر عند إنشائه وقد وضعت في حرز وأرسلت لمعامل مصلحة الآثار لتحليلها.
وظل العمل مستمرا في التنظيف حتى 10 مارس 1967 وقد حدد يومها الدكتور خليل بالضبط موقع الحجر الذي يغطى باب الممر السري، واكتشفوا ان الحجر ملتصق بمونة شديدة الصلابة فلم يتزحزح من مكانه رغم المجهود الضخم الذي بذل، ولحرصهم على احجار الأرضية قام العمال في 13 مارس 1967 بعمل مجس عبارة عن ثقب لا يزيد قطره عن 2 بوصة في المكان الذي حدده الدكتور خليل، وتم إدخال سلك من الصلب فنفذ تحت الحجر وامتد لمسافة طويلة لأكثر من عشرين مترا فتأكدوا أن هذا فعلا هو الممر الذي يبحثون عنه، كما أستخرجوا مادة طباشيرية ملونة بلون بمبي من تحت الحجر تم إرسالها لمعمل المتحف المصري بالقاهرة لتحليلها وجاء تقرير المعمل بأنها مادة فريدة لم تصادفهم من قبل.
ويذكر الدكتور خليل في مذكراته انه في نفس هذا الوقت تأجلت الحفائر حسب طلب المصلحة، لإفساح المجال لبعثة أمريكية طلبت استخدام الأشعة الكونية للبحث عن الغرفة السرية، ولم يدخلوا الهرم الأكبر بل انهم توجهوا للهرم الثاني وباءت كل جهودهم التي استمرت 4 سنوات بعد ذلك بالفشل، وطلبت مصلحة الآثار من الدكتور خليل والدكتور حشمت تأجيل الحفائر لمدة ستة شهور ولكنها لم تستأنف من وقتها حتى اليوم. 
ومما يؤكد صحة كشف الدكتور خليل أن عالم المصريات البريطاني ادواردز وهو أشهر من كتب عن الأهرامات المصرية، ذكر في طبعة من كتابه صدرت في عام 1946 " أن الفراعنة لم ينهوا عملهم في غرفة الملكة في الهرم الأكبر والدليل على ذلك أن أرضية الحجرة لم تستكمل ببلاطات حجرية مثل باقي الحجرات والممرات بالهرم الأكبر، وقد جاءت نفس هذه الأوصاف للأرضية التي لم تستكمل في كتاب الاثري وليم بتري عن أهرام ومعابد الجيزة ، أي أن الهرم الأكبر ظل منذ فتحه لا يرى زواره أي بلاطات حجرية في أرضية غرفة الملكة إلى أن جاء الدكتور خليل مسيحه في عام 1967 وكشف عن أن الفراعنة كانوا قد انهوا أعمالهم بالكامل داخل غرفة الملكة وأن واحدة من بلاطات الأرضية الحجرية التي تزن الواحدة منها عدة أطنان هي الغطاء المؤدى إلى الغرفة السرية المحتوية على أسرار الفراعنة.
وقد جاءت بعد الدكتور خليل بعثات أخرى مثل البعثة الفرنسية عام 1986 والتي استخدمت جهاز الجيورادار ثم بعثة جامعة واسيدا اليابانية عام 1987 واستخدموا أجهزة تعمل بالاشعة الكهرومغناطيسية ورجحوا وجود فراغات بجوار الحائط الشمالي الغربي لغرفة الملكة وهو ما يؤكد صحة ابحاث الدكتور خليل وان كانت أجهزتهم قاصرة عن اسكتشاف عمق أكثر من خمسة امتار بحسب تقاريرهم المنشورة بعكس بحث الدكتور خليل الذي وصل لعمق أكثر من عشرين مترا باستخدام مجس من الصلب وبنظرية الاشعة الملاجية.

## مرا جع
1. ↑  Khalil Messiha: "Search for Khufu secrete burial Chamber", unpublished diaries dated 27 Feb to 13 Mars 1967, written in Arabic
2. ↑  Mark Lehner: "The Complete Pyramids", The American University in Cairo Press, Cairo, Egypt, 2004.
3. ↑  R.O. Faulkner: "The Ancient Egyptian Pyramid Texts", translated to English by R.O. Faulkner; First published by Oxford University Press, U.K., 1969
4. ↑  Mohamed Sakr Khafaga: "Herodotus Talking about Egypt", Arabic Translation from Greek, Dar El Kalam, Cairo, 1966
5. ↑  Hishmat Messiha: Official report to EAO about cleaning the floor of the Queen's chamber dated 11 Mars 1967
6. ↑  Petrie W. M. F.: “The Pyramids and Temples of Gizeh, London, 1883
7. ↑  Saied Karim: "The Mystery of The Egyptian Civilization", Arabic Edition, Public Egyptian Organization for Books, 1996, p.194
8. ↑  Fathy Elbedwey: "The Pyramid and Computer", Arabic Edition, Public Egyptian Organization for Books, Cairo, 1991.